# DAFTA
Die DAFTA (Abkürzung für Datenschutzfachtagung) ist die bedeutendste deutsche Expertentagung zum Thema Datenschutz.

## Datenschutzfachtagung
Die DAFTA findet seit 1977 jährlich im November in Köln statt. Veranstalter sind Datakontext-Tagungen und die Gesellschaft für Datenschutz und Datensicherheit.
Seit 2013 wird im Rahmen der DAFTA der GDD-Datenschutzpreis verliehen, mit dem „das persönliche Engagement sowie die Leistungen von Persönlichkeiten gewürdigt werden sollen, die sich in Zeiten von Big Data und zunehmender Digitalisierung couragiert für die Stärkung des Grundrechts auf informationelle Selbstbestimmung eingesetzt haben“.
Bisherige Schwerpunkt-Themen waren:
- 47. DAFTA (2023): KI, Gesetzgeber und EuGH – Neue Herausforderungen für den betrieblichen Datenschutz
- 46. DAFTA (2022): Datenschutz - Gestaltungsauftrag im Zeitalter der Digitalisierung
- 45. DAFTA (2021): Online-Datenschutz – Internationaler Datentransfer – Schadensersatz für Datenschutzverletzungen
- 44. DAFTA (2020): Datenschutz nach TTDSG und Schrems II
- 43. DAFTA (2019): DS-GVO: Aktuelle Herausforderungen bis zur Künstlichen Intelligenz
- 42. DAFTA (2018): Fünf nach zwölf ist fünf vor zwölf – Die Zeit zwischen DS-GVO und ePrivacy-VO
- 41. DAFTA (2017): Perspektiven des Datenschutzrechts 2018 – Anforderungen und Praxis
- 40. DAFTA (2016): Vom BDSG zur DS-GVO – der Countdown läuft
- 39. DAFTA (2015): Wirtschaft 4.0 – Datenschutz 4.0?
- 38. DAFTA (2014): Smart Future – Intelligenter Datenschutz
- 37. DAFTA (2013): Big Data – Big Responsibility
- 36. DAFTA (2012): Datenschutzmanagement à la Brüssel
- 35. DAFTA (2011): Neues Datenschutzrecht aus Brüssel und Berlin
- 34. DAFTA (2010): Der Mensch 2.0 – erst berechnet, dann berechenbar?
- 33. DAFTA (2009): Neues BDSG: Konsequenzen aus Datenschutzskandalen und Missmanagement
- 32. DAFTA (2008): Neue Informationskultur – Neuer Datenschutz
- 31. DAFTA (2007): Datenschutz neu denken?
- 30. DAFTA (2006): Datenschutz in einer sich wandelnden Welt
- 29. DAFTA (2005): Datenschutz – ein Dispositionsfaktor?
- 28. DAFTA (2004): Orwells 1984 – 20 Jahre danach
- 27. DAFTA (2003): Spannungsfeld: Datennutz und Datenschutz
- 26. DAFTA (2002): Datenschutz – Nutzen für Betrieb, Behörde und Betroffene
- 25. DAFTA (2001): Zukunftsfaktor Datenschutz
- 24. DAFTA (2000): E-Commerce und Datenschutz
- 23. DAFTA (1999): Interessengerechter Datenschutz
- 22. DAFTA (1998): Datenschutz in der Globalisierung
- 21. DAFTA (1997): Neue Technologien – Neuer Datenschutz
- 20. DAFTA (1996): Datenschutz nach 20 Jahren BDSG
- 19. DAFTA (1995): Datenschutz in einer vernetzten Arbeitswelt
- 18. DAFTA (1994): Datenschutz im Wandel
- 17. DAFTA (1993): Lean-Management - Chance für Datenschutz und Datensicherung?
- 16. DAFTA (1992): Europa - Datenschutz und freier Datenverkehr?
- 15. DAFTA (1991): Das neue Bundesdatenschutzgesetz
- 14. DAFTA (1990): Gesamtdeutscher Datenschutz - Bestandsaufnahme und Perspektiven
- 13. DAFTA (1989): Datenschutz und Datensicherheit im Zeichen des EG-Binnenmarktes
- 12. DAFTA (1988): Datenschutz-Entwicklungen in Recht und Praxis
- 11. DAFTA (1987): Informationstechnik und Datenschutz-Management
- 10. DAFTA (1986): Betrieblicher Datenschutz und DV-Sicherheit
- 9. DAFTA (1985): Datenschutz-Management und Datensicherheit
- 8. DAFTA (1984): Datenschutz-Management und Bürotechnologien
- 7. DAFTA (1983): Datenschutz-Management und Kostendruck
- 6. DAFTA (1982): Datenschutzrecht und -praxis im Zeichen der BDSG-Novellierung
- 5. DAFTA (1981): Datenschutz - Ordnungsfaktor für Datenverarbeitung und Informationstechnologien
- 4. DAFTA (1980): Bereichsspezifischer Datenschutz - Technischer Datenschutz
- 3. DAFTA (1979): Eigenmächtigkeit oder Kontrolle der automatisierten Datenverarbeitung
- 2. DAFTA (1978): Datensicherung und Ordnungsmäßigkeit in der Datenverarbeitung
- 1. DAFTA (1977): Datenschutzpflichten der Wirtschaft und Aufsichtsbehörden